# آلة باسكال الحاسبة

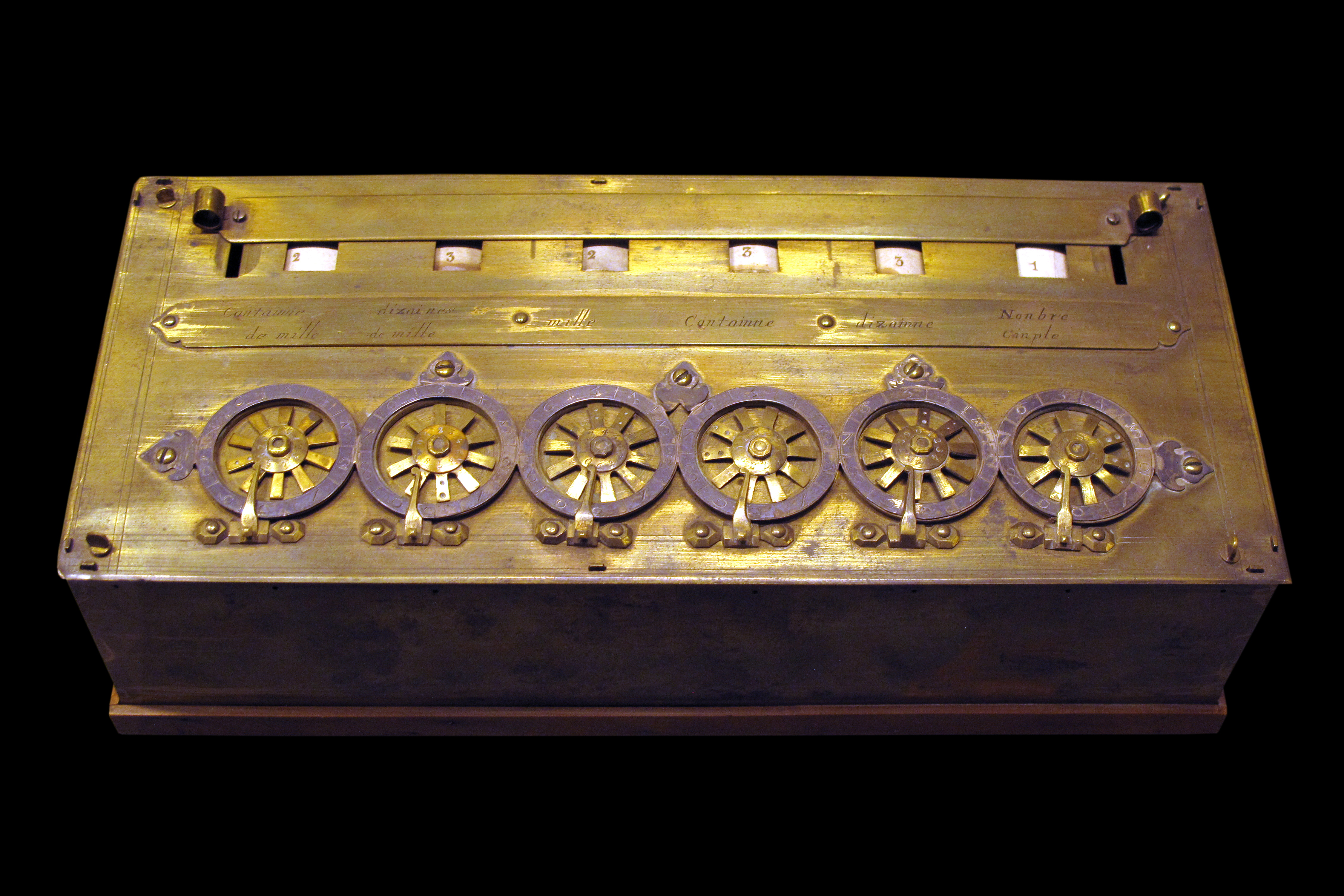
آلة باسكال الحاسبة صنعت عام (1652).

آلة باسكال الحاسبة (بالإنجليزية:Pascal's calculator)هي آلة حاسبة ميكانيكية اخترعها بليز باسكال في عام 1642. قادته العمليات الحسابية الشاقة التي يتطلبها عمل والده بصفته مشرفًا على الضرائب في روان إلى تطوير آلة حاسبة. صمم الآلة لجمع وطرح رقمين مباشرةً ولإجراء الضرب والقسمة عن طريق تكرار الجمع أو الطرح.
كانت آلة باسكال الحاسبة ناجحة خصوصًا في تصميم آلية النقل الخاصة بها، والتي تضيف من 1 إلى 9 بواسطة قرص واحد، وتنقل 1 إلى القرص التالي عندما يتغير القرص الأول من 9 إلى 0. جعل ابتكاره كل رقم مستقلًا عن الأرقام الأُخَر، والذي أتاح لعدة نواقل الانتقال بين العديد من الأرقام بسرعة من رقم إلى آخر بغض النظر عن سعة الآلة. كان باسكال أيضًا أول من قلص حجم ترس الفانوس المستخدم في الساعات البرجية ودواليب المياه وكيّفه لغرضه. سمح هذا الابتكار للجهاز بمقاومة قوة أي إدخال من المُشغل مع القليل جدًا من الاحتكاك الإضافي.
صمم باسكال الآلة في عام 1642، وقدم الجهاز علنًا في عام 1645 بعد 50 نموذجًا مبدئيًا، وأهداها إلى بيير سيجير، مستشار فرنسا آنذاك. صنع باسكال حوالي عشرين آلة أخرى خلال العقد التالي، وقد أدخل على العديد منها تحسينات مقارنةً بتصميمه الأصلي. منح ملك فرنسا لويس الرابع عشر باسكال امتيازًا ملكيًا (مشابهًا لبراءة الاختراع) في عام 1649، والذي أعطاه الحق الحصري لتصميم وتصنيع الآلات الحاسبة في فرنسا. يوجد حاليًا تسع من آلات باسكال الحاسبة؛ معظمها معروض في المتاحف الأوروبية.
كان العديد من الآلات الحاسبة اللاحقة إما مستوحاة بصفة مباشرة من نفس التأثيرات التاريخية التي أدت إلى اختراع باسكال أو تشكلت بواسطتها. اخترع غوتفريد لايبنتس «عجلات لايبنتس» بعد عام 1671، بعد محاولته إضافة ميزة الضرب التلقائي إلى باسكالين. صمم تشارلز توماس مقياسه الحسابي في عام 1820، وهو أول حاسبة ميكانيكية قوية وموثوقة بما يكفي لاستخدامها يوميًا في بيئة مكتبية. ليس من الواضح ما إذا كان قد رأى جهاز لايبنتس في أي وقت مضى، لكنه إما أعاد اختراع أو استخدم اختراع لايبنتس للأسطوانة المدرجة.

## تاريخ
بدأ بليز باسكال عمل آلته الحاسبة في عام 1642، حين كان عمره 18 عامًا. كان يساعد والده الذي يعمل مفوضًا للضرائب، وسعى إلى إنتاج جهاز يمكنه تقليل البعض من عبء عمله. حصل باسكال على امتياز ملكي في عام 1649، إذ منحه حقوقًا حصرية لصنع وبيع الآلات الحاسبة في فرنسا.
كان باسكال قد باع حوالي عشرين آلة (لا يُعرف اليوم سوى تسعة من تلك الآلات العشرين) بحلول عام 1654، لكن تكلفة وتعقيد آلة باسكالين كانا عائقًا أمام المزيد من المبيعات، وتوقف الإنتاج في ذلك العام. انتقل باسكال إلى دراسة الدين والفلسفة بحلول ذلك الوقت، مما أعطانا كلًا من «الرسائل الإقليمية» و«أفكار».
أُقيم الاحتفال بالذكرى المئوية الثالثة لاختراع باسكال الآلة الحاسبة الميكانيكية في أثناء الحرب العالمية الثانية، عندما كانت ألمانيا قد احتلت فرنسا، ولذلك أقيم الاحتفال الرئيسي في لندن بإنجلترا. وسلطت الخطب التي أُلقيت خلال الحدث الضوء على الإنجازات العملية التي حققها باسكال عندما كان معروفًا بالفعل في مجال الرياضيات البحتة، وخياله الإبداعي، إلى جانب مدى سَبْق الآلة ومخترعها لعصرهما.
كانت الآلة الحاسبة مزودة بأقراص من عجلات ذات قضبان شعاعية معدنية، حيث تعرض الأرقام من 0 إلى 9 على محيط كل عجلة. ولإدخال رقم، كان المستخدم يضع قلمًا في المساحة المقابلة بين القضبان الشعاعية ويدير القرص حتى يصل إلى حاجز توقف معدني في الأسفل، بطريقة تشبه تلك التي يُستخدم بها المِزوَل. وكان هذا يعرض الرقم في النوافذ الموجودة أعلى الآلة الحاسبة. ثم يُدخل المستخدم الرقم الثاني المراد إضافته ببساطة، وبذلك يظهر مجموع الرقمين في المُراكِم.
يرتبط كل قرص بنافذة عرض تقع فوقه مباشرة وتتسع لرقم واحد، وتعرض قيمة المراكم في مرتبته. يُعرض متمم هذا الرقم، والذي يكون في قاعدة العجلة (6، 10، 12، 20)، أعلى هذا الرقم مباشرةً. يُخفي شريط أفقي جميع الأرقام المتممة عند تحريكه إلى الأعلى، أو جميع الأرقام المباشرة عند تحريكه نحو مركز المكنة. وبالتالي يعرض إما محتوى المراكم أو متمم قيمته.
لا يمكن جمع الأرقام السالبة مباشرةً؛ لأن تروس الآلة الحاسبة تدور في اتجاه واحد فقط. استُخدمت طريقة «متمم التسعة» لطرح رقم من رقم آخر. والاختلافان بين الجمع والطرح هما فقط موضع شريط العرض (يعرض الرقم المباشر في الجمع مقابل الرقم المتمم في الطرح) وطريقة إدخال الرقم الأول (الرقم المباشر في الجمع مقابل الرقم المتمم في الطرح).
تُرَقّم العجلة الخارجية الثابتة المكونة من 10 أرقام (N) من 0 إلى 9 (N-1). تُنحت الأرقام بطريقة تنازلية في اتجاه عقارب الساعة من أسفل يسار إلى أسفل يمين ذراع التوقف. لإضافة الرقم 5، يجب إدخال قلم بين القضبان الشعاعية المحيطة بالرقم 5 وتدوير العجلة في اتجاه عقارب الساعة حتى ذراع التوقف. سيزيد الرقم المعروض على نافذة العرض المقابلة للعجلة بمقدار 5، وإذا حدث نقل بواسطة الناقل، فسيزيد الرقم المعروض في النافذة الموجودة على يسارها بمقدار 1. لإضافة 50، استخدم عجلة إدخال العشرات (القرص الثاني من اليمين على آلة العد العشري)، لإضافة 500، استخدم عجلة إدخال المئات، إلخ...
وضِعَت علامة على قضيبين شعاعيين متجاورين في جميع عجلات الآلات المعروفة كلها، باستثناء «مكنة تارديف»، وتختلف هذه العلامات من آلة إلى أخرى. إذ حفرت النقاط على العجلة المرفقة صورتها يمينًا، في حين نحتت على مكنة المساحة؛ وبعضها مجرد خدوش أو علامات وضعت بقليل من الورنيش، حتى أن بعضها عُلِّمت بقطع صغيرة من الورق.
تُستخدم هذه العلامات لضبط الأسطوانة المقابلة الى حد ارقامها الأقصى، استعدادًا لإعادة ضبطها إلى الصفر، حيث يُدخِل المُشغل القلم بين القضيبين الشعاعيين ويدير العجلة حتى ذراع الإيقاف. وهذا يؤدي الغرض؛ لأن كل عجلة مرتبطة مباشرةً بأسطوانة العرض المقابلة لها (تزداد واحدًا تلقائيًا أثناء عملية النقل). يمكن تحريك الأسطوانة ليُعرض أعلى رقم لها ثم توضع علامة على القضيب الشعاعي الموجود أسفل ذراع الإيقاف والآخر الموجود على يمينها لتعليم السلك أثناء التصنيع.
تحتوي أربع من الآلات المعروفة على عجلات داخلية لمتممات الاعداد، والتي كانت تستخدم لإدخال المتغير الأول في عملية الطرح. وهي مثبتة في وسط كل عجلة ذات قضبان شعاعية معدنية وتدور معها. تحتوي العجلة المعروضة في الصورة أعلاه على عجلة داخلية من متممات الاعداد، لكن الأرقام المكتوبة عليها بالكاد تكون مرئية. تُنحت الأرقام من 0 إلى 9 في اتجاه عقارب الساعة في الآلة العشرية، مع وضع كل رقم بين قضيبين شعاعيين بحيث يمكن للمشغل إدخال قيمته مباشرةً في نافذة متممات الاعداد عن طريق وضع قلمه بينهما وتدوير العجلة في اتجاه عقارب الساعة حتى ذراع التوقف. تحيط العلامات الموجودة على القضيبين المتجاورين بالرقم 0 المنحوت على هذه العجلة.
توجد عجلة صغيرة لناتج القسمة مثبتة على شريط العرض فوق كل عجلة في أربع من الآلات المعروفة. تحتوي عجلات ناتج القسمة هذه، والتي يتم ضبطها بواسطة المشغل، على أرقام من 1 إلى 10 منحوتة في اتجاه عقارب الساعة على محيطها (حتى فوق العجلات غير العشرية). يبدو أن عجلات ناتج القسمة كانت تستخدم أثناء القسمة لحفظ عدد المرات التي تم فيها طرح المقسوم عليه عند كل مرتبة معينة.

## الإنجازات
إضافة إلى كونها الآلة الحاسبة الأولى التي طُرحت للعامة في وقتها، فإن آلة باسكالين هي أيضًا:
- الآلة الحاسبة الميكانيكية الوحيدة التي كانت تعمل في القرن السابع عشر.
- الآلة الحاسبة الأولى التي تحتوي على آلية نقل مُتَحكم بها، إذ تسمح بانتشار فعّال لعمليات نقل متعددة.
- الآلة الحاسبة الأولى استخدامًا في مكتب (آلة والده لحساب الضرائب).
- الآلة الحاسبة الأولى التي سُوِّقَت (صنع منها حوالي عشرين الة).
- الآلة الحاسبة الأولى التي سُجلت بصفتها براءة اختراع (امتياز ملكي في عام 1649).
- الآلة الحاسبة الأولى وصفًا في موسوعة (موسوعة ديدرو ودالمبير في عام 1751).
- الآلة الحاسبة الأولى مبيعًا بواسطة موزع.[10]